# Esencijalni nutrijent
Za optimalno održanje fiziološke i anatomske stabilnosti organizma, moraju se hranom unositi i mnoge esencijalne tvari koje se u organizmu ne mogu sintetizirati, a organizmu su prijeko potrebne. Procjenjuje se da njih uključuju 24 esencijalna organska spoja (9 aminokiselina, 2 masne kiseline i 13 vitamina) te minerali. Potreba za njima se očituje u njihovoj kemijskoj građi, a ne kao izvori energije.
Tvari koje se u metabolizmu svode na zajedničke osnovne spojeve (acetil-CoA, spojevi Krebsovog ciklusa, ATP), a služe kao izvor energije, mogu se pri manjku djelomično nadomjestiti međusobnim pretvorbama. Npr, pri nedostatku ugljikohidrata kao izvor energije se počinju koristiti masne kiseline i aminokiseline uz neke neželjene pojave (gubitak tjelesne mase, ketoza).
Nasuprot tome, nedostatak esencijalnih nutrijenata nije moguće nadoknaditi metabolizmom jer su specifične kemijske građe i nezamjenjivi, a najčešće su biljnog i životinjskog porijekla.

## Popis esencijalnih nutrijenata

### Vitamini
- tiamin (B1)
- riboflavin (B2)
- niacin (B3)
- piridoksin (B6)
- kobalamin (B12)
- biotin
- pantotenska kiselina
- folna kiselina
- askorbinska kiselina
- vitamin A
- vitamin D
- vitamin E
- vitamin K

### Minerali
- bor (B)
- natrij (Na)
- kalij (K)
- kalcij (Ca)
- kobalt (Co); kobalamin (B12)[1]
- magnezij (Mg)
- nikal (Ni)
- klor (Cl)
- kositar (Sn)[2]
- fosfor (P)
- željezo (Fe)
- bakar (Cu)
- cink (Zn)
- krom (Cr)
- mangan (Mn)
- selen (Se)
- silicij (Si)[3]
- sumpor (S) (metionin)
- molibden (Mo)
- jod (I)
- fluor (F)
- vanadij (V)[4]

### Esencijalneaminokiseline
- treonin
- valin
- leucin
- izoleucin
- lizin
- triptofan
- metionin
- fenilalanin
- histidin

### Esencijalnemasne kiseline
- linoleinska kiselina (omega-3 masna kiselina s najkraćim lancem)
- linolna kiselina (omega-6 masna kiselina s najkraćim lancem)